# 徐州汉代采石场遗址
徐州漢代採石場遺址位於徐州市雲龍區雲龍山北坡，徐州博物館西側，占地約四十畝，和漢代楚王墓葬群連成一體。2004年5月在施工過程中被發現，同年6月至9月由徐州博物館進行搶救性發掘。2006年被列入第六批全國重點文物保護單位，同時歸入第四批全國重點文物保護單位漢楚王墓群。
該遺址南北向約長200米，東西向約長150米，在這將近三萬平方米的面積內，一共有采石坑68處被發掘清理，其中開采空坑63處，石坯坑5處，石渣坑一處，另有墓葬兩座，刻字一處。該遺址還發掘出大量采石工具和建材、陶器等。
目前，約6300平方米的採石遺址得以保留，並將被建成開放式的展示區，成為徐州博物館的四個展區之一。